# Antosea, Brodî
Antosea (în ucraineană Антося) este un sat în comuna Komarivka din raionul Brodî, regiunea Liov, Ucraina.

## Demografie
Componența lingvistică a localității Antosea
     Ucraineană (100%)
Conform recensământului din 2001, toată populația localității Antosea era vorbitoare de ucraineană (100%).